# Pine Creek Township (comté de Jefferson, Pennsylvanie)
Pour les articles homonymes, voir Pine Creek Township.
Pine Creek Township est un township situé au nord de la partie centrale du comté de Jefferson, en Pennsylvanie, aux États-Unis,. En 2010, il comptait une population de 1 352 habitants.

## Démographie
Lors du recensement de 2010, le township comptait une population de 1 352 habitants. Elle est estimée, en 2018, à 1 210 habitants.

### Source de la traduction
- (en) Cet article est partiellement ou en totalité issu de l’article de Wikipédia en anglais intitulé « Pine Creek Township, Jefferson County, Pennsylvania » (voir la liste des auteurs).